# Alepia fissura
Alepia fissura är en tvåvingeart som beskrevs av Quate 1999. Alepia fissura ingår i släktet Alepia och familjen fjärilsmyggor. Inga underarter finns listade i Catalogue of Life.